# Rozendaal
Rozendaal é um município dos Países Baixos, situado na província da Guéldria. Tem 27,92 km² de área e sua população em 2020 foi estimada em 1.697 habitantes.